# Olymp Bezner
Die Olymp Bezner KG (Eigenschreibung OLYMP) ist ein deutscher Bekleidungshersteller mit Sitz in Bietigheim-Bissingen, der auf Hemden spezialisiert ist. Das inhabergeführte Familienunternehmen ist seit 2016 laut Marktforschungsinstitut GfK der Marktführer bei Herrenoberhemden in Deutschland.

## Geschichte
Die Olymp Bezner KG wurde im Jahr 1951 gegründet. Mit sechs Mitarbeitern begann der Textilunternehmer Eugen Bezner mit der Produktion von Herrenoberhemden, die zunächst noch aus vorhandenen Militärstoffen oder feinerer Fallschirmseide gefertigt wurden.
Eugen Bezner wählte den Markennamen „Olymp“. Durch den plötzlichen Tod von Eugen Bezner im Jahr 1960 wurde sein Sohn Eberhard im Alter von nur 24 Jahren Geschäftsführer der Firma. Eberhard Bezner erweiterte das Unternehmen regelmäßig.
Im Jahr 1990 wurde Mark Bezner (* 1963) zunächst Leiter Marketing und Vertrieb und 1995 in die Geschäftsführung berufen.
Im Jahr 2010 erfolgte die Übernahme des bayerischen Strickspezialisten März München AG, welche inzwischen als Maerz Muenchen KG ein selbstständiges Unternehmen innerhalb der Olymp Bezner Firmengruppe ist, wodurch die Produktpalette auf Strick- und Wirkwaren erweitert wurde.
Seit 2025 ist Matthew McConaughey Markenbotschafter. Seit 2022 ist der Segler Boris Herrmann Botschafter des 2021 eingeführten Nachhaltigkeitslabels.

## Produkte
Olymp hat sich auf Männermode wie Hemden, Pullover, T-Shirts, Hosen, Unterwäsche, Accessoires & Co. spezialisiert.
Mit der Vermarktung einer bügel- und knitterfreien Ausführung der bereits 1988 eingeführten Businesshemdenlinie „Olymp Luxor“ gelang Olymp der endgültige Durchbruch.
Im Jahr 2017 führte Olymp die Premiumlinie mit der Bezeichnung „Olymp Signature“ ein, als Vorstoß in das gehobene Marktsegment für Herrenhemden. Mit Einführung der Linie 24/Seven reagierte Olymp im Jahr 2020 auf veränderte Tragegewohnheiten in der Herrenmode.

## Geschäftszahlen
Die Umsätze lagen bei 212 Millionen Euro im Jahr 2024, 2023 waren es noch 229 Millionen. Die Beschäftigtenzahl ist bei Olymp im Jahr 2024 stabil geblieben und umfasst rund 860 Personen in der DACH-Region. Hierzu zählen insgesamt 33 Auszubildende und Dual Studierende in kaufmännischen und technischen Berufsbildern und Studiengängen.

## Kritik
Alle Hemden lässt Olymp in Asien fertigen, beispielsweise in Bangladesch. Die Zulieferer werden vom Unternehmen öffentlich zugänglich gemacht. Die Bezahlung dort liege laut Olymp 20 % über dem lokalen Mindestlohn. Im Zeitraum von 1969 bis 2020 ließ Olymp zusätzlich in Pozega in Kroatien produzieren. Während dieses Zeitraums gab es Vorwürfe, dass systematisch Löhne den Arbeiterinnen vorenthalten wurden. Olymp bestreitet dies im Generellen und räumte ein, dass es in Einzelfällen zu Verzögerungen kam. Im Zuge der geringeren Nachfrage im Rahmen der Corona-Pandemie entzog Olymp dem Werk sämtliche Aufträge, das durch den Wegfall des einzigen Großabnehmers insolvent wurde. Abfindungen an die Arbeitnehmerinnen wurden seitens Olymp nicht gezahlt.

## Unternehmensverantwortung
Olymp ist seit 2021 Mitglied bei der unabhängigen Initiative Fair Wear. Diese Organisation, die sich für faire Lieferketten und Arbeitsbedingungen in den Herstellungsländern einsetzt, bescheinigte Olymp im Jahr 2024 Fortschritte und eine Gesamtbewertung in der Kategorie „gut“ („has shown progress and met most of Fair Wears' performance requirements. With a total benchmarking score of 52, the member is placed in the 'Good' category.“). Geltende Mindestlöhne würden gezahlt.

## Soziales und kulturelles Engagement
Die Olymp-Bezner-Stiftung wurde 2008 von der Familie Eberhard Bezner, Mark Bezner und Birgit Bezner-Fischer gegründet und mit einem privaten Stiftungskapital von einer Million Euro ausgestattet. Die Stiftung hat es sich zur Aufgabe gemacht, Kinder und Jugendliche weltweit in den Bereichen Erziehung, Gesundheit und Bildung zu unterstützen.
Alljährlich am Fronleichnamsfeiertag wird das „Jazz im Olymp“-Festival auf dem Firmenareal von Olymp in Bietigheim-Bissingen mit zahlreichen internationalen Musikgruppen und Bands für einen guten Zweck veranstaltet. Die Erlöse aus den Eintrittsgeldern, dem Losverkauf und den freiwilligen Spenden gehen an die von der Olymp-Bezner-Stiftung geförderten weltweiten Projekte für Kinder und Jugendliche.
Olymp und Eberhard Bezner sind langjährige Hauptsponsoren des Frauenhandballs und unterstützen die HB Bietigheim/Ludwigsburg e. V. (HBL).